# Manfredi de Hertelendy
Manfredi de Hertelendy (San Fernando, 15 de mayo de 1856-San Fernando, 26 de noviembre de 1904) fue un terrateniente argentino de origen húngaro y fundador de la ciudad de Clorinda .

## Su vida
Era miembro de la familia noble Hertelendy en Hertelend y Vindornyalak. Su padre fue Károly Hertelendy (1834-1895), sus abuelos paternos fueron Károly Hertelendy (1792-1855), terrateniente, y Anna Simonyi Hajas. Sus bisabuelos paternos fueron György Hertelendy (1758-1829), terrateniente, juez siervo del condado de Zala y la noble Judit Zsömböly. 